# Андреа II Дориа
Андреа II Дориа (итал. Andrea II Doria; 7 сентября 1570, Генуя — 11 июля 1612, там же), 7-й князь Мельфи — испанский флотоводец.
4-й маркиз ди Каррега, Кроче в Валь-Треббии, Оттоне, Грондона, Варго, Кремонте, Кабелла, Фонтана и Торрилья, маркиз ди Санто-Стефано-д'Авето, граф ди Лоано, сеньор ди Ровеньо, Лаччо, Монте-Танаро, Баньярия, Каризето, Казанова-суль-Треббия, Форезето, Гарбанья, Фонтанаросса, Монтебруно, Гремьяско, Сан-Себастьяно-Куроне, Валь-ди-Куроне и Монтакуто, Лачедония, Форенца и Кандела, сеньор ди Стелланелло, Дуранти и Сан-Виченцо, синьор ди Роккетта-Сант-Антонио (1609), синьор ди Авильяно (1612).
Генуэзский патриций, рыцарь ордена Сантьяго, командор Караваки и Валенсии-дель-Вентозо в ордене Сантьяго, великий протонотарий Неаполитанского королевства.
Сын Джованни Андреа I Дориа, 6-го князя Мельфи, и Дзенобии Дориа дель Карретто.
С ранней юности участвовал в борьбе с турками на Средиземном море. В 1591 году был назначен Филиппом II генерал-капитаном генуэзских галер. Вместе с женой принимал во дворце Фассоло эрцгерцогиню Маргариту Австрийскую, прибывшую в Геную, чтобы отправиться в Испанию на галерах Джованни Андреа I.
Унаследовав семейные владения, проводил много времени в Лоано, который особенно любил. В 1603 году он завершил начатый его отцом проект строительства церкви и монастыря, посвященного Мадонне Монте-Кармело. Церковный комплекс Лоано был передан босым кармелитам и выбран Андреа II как место своей усыпальницы.
В 1607 году пожалован Филиппом III в рыцари ордена Золотого руна. Получил орденскую цепь в Реджо 30 сентября 1607 из рук своего шурина Ферранте II Гонзага, герцога ди Арьяно, при участии Диего де Урбины, гербового короля Кастилии.

## Семья
Жена (1592): Джованна Колонна (1579/1580—1620), дочь Фабрицио Колонна, князя ди Пальяно, и Анны Борромео, племянница Маркантонио Колонна
Дети:
- Артемисия Мария (25.06.1604—1654). Муж (31.02.1618, Мадрид): Франсиско Диего Паскуаль де Борха Арагон Сентельес (1596—1664), 8-й герцог де Гандия
- Анна (1605—1620). Муж (11.1618): Жоржи де Ленкастре (1594—1632), 1-й герцог де Торриш-Новаш, 4-й герцог де Авейру
- Джованни Андреа (1606, Генуя — 1618, Генуя), 8-й князь Мельфи, рыцарь ордена Сантьяго
- Дзенобия (1606—1620), сестра-двойняшка Джованни Андреа
- Джованни Андреа II (28.11.1607—18.01.1640), 9-й князь Мельфи. Жена (1626): Полиссена Мария Ланди (1608—1679), княгиня Валь-ди-Таро, дочь Федерико Ланди, князя Валь-ди-Таро, и Плачидии Спинола
- Феличия (1608—1651), монахиня в доминиканском монастыре Санто-Спирито-алл'Аква-Верде в Генуе
- Фабрицио (1609—6.09.1644), герцог ди Авильяно
- Андреа (1610 — ок. 1630), мальтийский рыцарь (1625)
- Констанца (Константина) (1611—1681). Муж (6.1627): Джованни Андреа Дориа дель Карретто (1607—1628), 2-й князь ди Авелла
- Виттория (1612—1644), монахиня в доминиканском монастыре Санто-Спирито-алл'Аква-Верде в Генуе
- Джеронима (1613—4.02.1672). Муж (25.02.1628): Фердинандо Франческо д'Авалос (1601—1665), 8-й маркиз ди Пескара, сын Иннико III д'Авалоса